# José Hualde

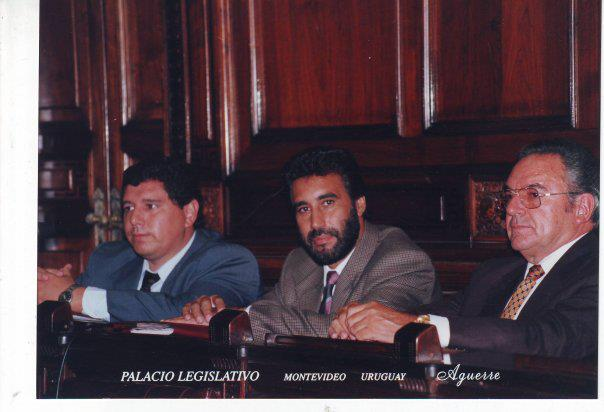
Los Diputados José Hualde y Julio Lara

José Hualde (Maldonado, 3 de septiembre de 1962) es un político uruguayo perteneciente al Partido Nacional.
Militante del Partido Nacional, en el Herrerismo, desde su juventud, acompañando al Esc.Dardo Ortiz.
Fundador de la histórica Lista 20 de Maldonado junto a Domingo Burgueño.
Es electo edil para el periodo 1985 - 1995, acompañando la candidatura del Dr.Luis Alberto Lacalle a la Presidencia de la República y a Don Domingo Burgueño a la Intendencia Departamental de Maldonado.
Se incorpora al sector Propuesta Nacional del ingeniero agrónomo Álvaro Ramos. En 1994, Ramos realizó un acuerdo electoral con el grupo Manos a la Obra, liderado por Alberto Volonté, y en las elecciones de noviembre de 1994 respalda la candidatura a la Presidencia de Volonté. En dichos comicios fue elegido Diputado. 
En el 2008 su Agrupación Movimiento Burgueñista Lista 20 se incorpora al sector "Aire Fresco", liderado por el senador Luis Alberto Lacalle Pou.
Es electo edil en las elecciones municipales de 2005.